# Calembour
El calembour, anomenat de manera genèrica en lingüística paronomàsia, és un joc de paraules basat en una distorsió lingüística, sobretot fonètica, però pot ser també visual. Els recursos per a la creació de calembours són, principalment, l'homofonia, el doble sentit i la polisèmia.
Hi ha un cert consens d'atribuir l'origen del mot a François Georges Maréschal, marqués de Bièvre (1747-1789). No obstant això, no n'hi ha tant a l'hora de determinar l'etimologia del mot calembour. Una de les hipòtesis és que provingués d'un llibre d'un monjo de Calemberg, que contenia un recull de jocs de paraules.

## Exemples
- «A casa d'en Pere Poc, com més són mengen més pocs.»

Es deien Poc de cognom, llavors, com més eren, més Pocs menjaven.
- «És possible menjar un pa menjat avui i pastat demà?»

Demà és en realitat de mà, per tant, pastat amb la mà.
- «Quan plou, què és el cacau?»

Cacau en català oriental es pronuncia igual que que cau; aleshores l'interrogat contesta que és l'aigua, però es respon: «el cacau sempre és cacau, tant quan plou com quan no plou.»
- «Quin és el lloc menys apropiat per transitar-hi un delinqüent, un home que porta una malifeta a la consciència? Doncs un carrer». «Quin és el Sant que ha de beure per força a galet? Doncs Sant Privat de Bas.» (Josep Carner)